# Gonzalo Martínez Caicedo
Gonzalo Martínez (Candelaria, Valle del Cauca, 30 de noviembre de 1975) es un director técnico y exfutbolista colombiano. Jugaba como defensa, era destacado por su salida por las bandas, ser un líder dentro del campo y principalmente por ser un gran ejecutante de penaltis. Actualmente no dirige a ningún club tras comandar al Yaracuyanos Fútbol Club de la Segunda División de Venezuela entre septiembre de 2023 y mayo de 2024.

## Trayectoria
Gonzalo Martínez, conocido popularmente como Galleta o Chalo empezó en el fútbol profesional jugando para el Deportes Tolima donde durante 5 temporadas demostró sus cualidades juegan más de 200 partidos con el vinotinto y oro que le valieron para emigrar al fútbol europeo.
Llegó a territorio Italiano a medidos del 2001 donde inicio pretemporada con el Udinese, después pasaría por el Napoli donde juega más de la mitad de partidos de la tempora y regresa 6 meses a Udinese a final de la temporada es cedido al Reggina y regresa seis meses al Napoli. Luego de 4 años en Italia, toma rumbo a suelo Paraguayo donde juega para Libertad y Olimpia.
Tras haber estado 6 años y medio por fuera del país regresa a Colombia y durante el año 2007 jugó con Millonarios en la Primera A colombiana y la Copa Sudamericana 2007, donde los azules llegaron a la semifinal. Luego de disputar 46 partidos con el club bogotano, Martínez fue trasferido al D.C. United de la Major League Soccer. donde jugó al lado del portero peruano José Carvallo, quien fue mundialista en la Copa Mundial de Fútbol de 2018 y el reconocido entrenador argentino Marcelo "Muñeco" Gallardo.
En el 2009 Martínez regresó a Colombia, ya que le iban a ser cambiadas sus condiciones de trabajo en los Estados Unidos, por lo que se vinculó con el Atlético Huila. Luego de excelentes campañas en el Huila, convirtiéndose en el capitán del equipo y siendo considerado de los mejores defensas centrales de la liga donde también se destacaba combrando y convirtiendo penales es traspasado al Deportivo Cali para suplir al lesionado Camilo Ceballos. Después se confirma su llegada al Real Cartagena para la temporada 2012.,. Culmina su carrera deportiva en el Patriotas Boyacá donde convirtió 10 goles.

## Selección nacional
Ha sido internacional con la Selección de fútbol de Colombia en las eliminatorias rumbo al Mundial de Corea y Japón 2002, y Alemania 2006. Su participación más destacada con Colombia fue en la Copa Confederaciones 2003 disputada en Francia, donde los cafeteros ocuparon el cuarto lugar.
Jugó cinco partidos y anotó un gol en la Copa de Oro 2000 donde la Selección Colombia quedó subcampeona, perdiendo la final por dos goles frente a la Selección Canadá.

### Goles internacionales
| # | Fecha     | Lugar                              | Rival   | Gol | Resultado | Competición                     |
| - | --------- | ---------------------------------- | ------- | --- | --------- | ------------------------------- |
| 1 | 12-2-2000 | Orange Bowl, Miami, Estados Unidos | Jamaica | 1-0 | 1-0       | Copa de Oro de la Concacaf 2000 |

### Participaciones enCopas América
| Torneo            | Sede | Resultado    | PJ | GA | Asis |
| ----------------- | ---- | ------------ | -- | -- | ---- |
| Copa América 2004 | Perú | Cuarto lugar | 5  | 0  | 0    |

### Participaciones enCopa Confederaciones
| Torneo                    | Sede    | Resultado    | PJ | GA | Asis |
| ------------------------- | ------- | ------------ | -- | -- | ---- |
| Copa Confederaciones 2003 | Francia | Cuarto lugar | 5  | 0  | 0    |

### Participaciones enCopas Oro
| Copa Oro      | Sede           | Resultado  | PJ | GA | Asis |
| ------------- | -------------- | ---------- | -- | -- | ---- |
| Copa Oro 2000 | Estados Unidos | Subcampeón | 5  | 1  | 0    |

### Participaciones enEliminatorias al Mundial
| Eliminatoria                                | Sede del Mundial       | Posición               | Resultado              | PJ | GA | Asis |
| ------------------------------------------- | ---------------------- | ---------------------- | ---------------------- | -- | -- | ---- |
| Eliminatorias Mundial de Corea y Japón 2002 | Corea del Sur y Japón  | 6°lugar 27pts          | Eliminado              | 11 | 0  | 0    |
| Eliminatorias Mundial de Alemania 2006      | Alemania               | 6°lugar 24pts          | Eliminado              | 3  | 0  | 0    |
| Total en Eliminatorias                      | Total en Eliminatorias | Total en Eliminatorias | Total en Eliminatorias | 14 | 0  | 0    |

## Clubes

### Como jugador
| Club             | País           | Año       |
| ---------------- | -------------- | --------- |
| Deportes Tolima  | Colombia       | 1996-2001 |
| Udinese          | Italia         | 2001-2002 |
| Napoli           | Italia         | 2002-2003 |
| Reggina          | Italia         | 2003      |
| Napoli           | Italia         | 2004      |
| Deportes Tolima  | Colombia       | 2005      |
| Olimpia          | Paraguay       | 2005      |
| Libertad         | Paraguay       | 2006      |
| Millonarios      | Colombia       | 2007      |
| D.C. United      | Estados Unidos | 2008      |
| Atlético Huila   | Colombia       | 2009-2010 |
| Deportivo Cali   | Colombia       | 2011      |
| Real Cartagena   | Colombia       | 2011      |
| Patriotas Boyacá | Colombia       | 2012-2015 |

### Como Asistente
| Club                 | País     | Año         | Asistente de  |
| -------------------- | -------- | ----------- | ------------- |
| Patriotas Boyacá     | Colombia | 2016        | Harold Rivera |
| Atlético Bucaramanga | Colombia | 2017        | Harold Rivera |
| Unión Magdalena      | Colombia | 2017 - 2019 | Harold Rivera |
| Santa Fe             | Colombia | 2019 - 2023 | Harold Rivera |

### Como entrenador
| País      | Club        | Periodo                  | Periodo           |
| País      | Club        | Desde                    | Hasta             |
| --------- | ----------- | ------------------------ | ----------------- |
| Venezuela | Yaracuyanos | 27 de septiembre de 2023 | 7 de mayo de 2024 |

## Estadísticas como jugador
Actualizado al último partido diputado en su carrera.

### Clubes
| Club                        | Div.          | Temporada     | Liga  | Liga  | Copas nacionales | Copas nacionales | Copas internacionales | Copas internacionales | Total | Total |
| Club                        | Div.          | Temporada     | Part. | Goles | Part.            | Goles            | Part.                 | Goles                 | Part. | Goles |
| --------------------------- | ------------- | ------------- | ----- | ----- | ---------------- | ---------------- | --------------------- | --------------------- | ----- | ----- |
| Deportes Tolima · Colombia  | 1°            | 1996/98       | 100   | 0     | -                | -                | -                     | -                     | 100   | 0     |
| Deportes Tolima · Colombia  | 1°            | 1999          | 38    | 7     | -                | -                | -                     | -                     | 38    | 7     |
| Deportes Tolima · Colombia  | 1°            | 2000          | 25    | 3     | -                | -                | -                     | -                     | 25    | 3     |
| Deportes Tolima · Colombia  | 1°            | 2001          | 18    | 4     | -                | -                | -                     | -                     | 18    | 4     |
| Deportes Tolima · Colombia  | 1°            | 2005          | 21    | 3     | -                | -                | -                     | -                     | 21    | 3     |
| Deportes Tolima · Colombia  | Total club    | Total club    | 202   | 17    | 0                | 0                | 0                     | 0                     | 202   | 17    |
| Udinese · Italia            | 1°            | 2001-02       | 20    | 0     | 4                | 0                | -                     | -                     | 24    | 0     |
| Udinese · Italia            | 1°            | 2002-03       | 4     | 0     | 2                | 0                | -                     | -                     | 6     | 0     |
| Udinese · Italia            | Total club    | Total club    | 24    | 0     | 6                | 0                | 0                     | 0                     | 30    | 0     |
| Napoli · Italia             | 2°            | 2002-03       | 20    | 0     | -                | -                | -                     | -                     | 20    | 0     |
| Napoli · Italia             | 2°            | 2003-04       | 12    | 0     | -                | -                | -                     | -                     | 12    | 0     |
| Napoli · Italia             | Total club    | Total club    | 32    | 0     | 0                | 0                | 0                     | 0                     | 32    | 0     |
| Reggina · Italia            | 1°            | 2003-04       | 14    | 0     | 4                | 0                |                       | -                     | 18    | 0     |
| Reggina · Italia            | Total club    | Total club    | 14    | 0     | 4                | 0                | 0                     | 0                     | 18    | 0     |
| Olimpia Paraguay            | 1°            | 2005          | 18    | 0     | -                | -                | -                     | -                     | 18    | 0     |
| Olimpia Paraguay            | Total club    | Total club    | 18    | 0     | 0                | 0                | 0                     | 0                     | 18    | 0     |
| Libertad Paraguay           | 1°            | 2006          | 11    | 0     | -                | -                | 1                     | 1                     | 12    | 1     |
| Libertad Paraguay           | Total club    | Total club    | 11    | 0     | 0                | 0                | 1                     | 1                     | 12    | 1     |
| Millonarios · Colombia      | 1°            | 2007          | 36    | 0     | -                | -                | 10                    | 0                     | 46    | 0     |
| Millonarios · Colombia      | Total club    | Total club    | 36    | 0     | 0                | 0                | 10                    | 0                     | 46    | 0     |
| DC United Estados Unidos    | 1°            | 2008          | 26    | 1     | 4                | 0                | 12                    | 0                     | 42    | 1     |
| DC United Estados Unidos    | Total club    | Total club    | 26    | 1     | 4                | 0                | 12                    | 0                     | 42    | 1     |
| Atlético Huila · Colombia   | 1°            | 2009          | 34    | 2     | 2                | 2                | -                     | -                     | 36    | 4     |
| Atlético Huila · Colombia   | 1°            | 2010          | 38    | 10    | -                | -                | 4                     | 2                     | 42    | 12    |
| Atlético Huila · Colombia   | Total club    | Total club    | 72    | 12    | 2                | 2                | 4                     | 2                     | 78    | 16    |
| Deportivo Cali · Colombia   | 1°            | 2011          | 29    | 2     | 4                | 0                | 2                     | 0                     | 35    | 2     |
| Deportivo Cali · Colombia   | Total club    | Total club    | 29    | 2     | 4                | 0                | 2                     | 0                     | 35    | 2     |
| Real Cartagena · Colombia   | 1°            | 2012          | 15    | 2     | 2                | 0                | -                     | -                     | 17    | 2     |
| Real Cartagena · Colombia   | Total club    | Total club    | 15    | 2     | 2                | 0                | 0                     | 0                     | 17    | 2     |
| Patriotas Boyacá · Colombia | 1°            | 2012          | 13    | 0     | -                | -                | -                     | -                     | 13    | 0     |
| Patriotas Boyacá · Colombia | 1°            | 2013          | 27    | 2     | 2                | 0                | -                     | -                     | 29    | 2     |
| Patriotas Boyacá · Colombia | 1°            | 2014          | 27    | 4     | 9                | 2                | -                     | -                     | 36    | 6     |
| Patriotas Boyacá · Colombia | 1°            | 2015          | 7     | 2     | 3                | 0                | -                     | -                     | 10    | 2     |
| Patriotas Boyacá · Colombia | Total club    | Total club    | 74    | 8     | 14               | 2                | 0                     | 0                     | 88    | 10    |
| Total carrera               | Total carrera | Total carrera | 554   | 42    | 36               | 4                | 29                    | 3                     | 619   | 49    |

### Selección
| Selección                | Año                      | Partidos | Goles |
| ------------------------ | ------------------------ | -------- | ----- |
| Colombia                 | 2000                     | 15       | 1     |
| Colombia                 | 2001                     | 3        | 0     |
| Colombia                 | 2003                     | 11       | 0     |
| Colombia                 | 2004                     | 7        | 0     |
| Total Selección Colombia | Total Selección Colombia | 36       | 1     |

## Estadísticas como entrenador
Actualizado al 7 de mayo de 2024.
| Yaracuyanos · Venezuela | 2ª                  | 2023                | 3  | 0 | 0 | 3 | - | - | - | - | - | - | - | - | 3  | 0 | 0 | 0 | 0%     | 1  | 5  | -4 |
| Yaracuyanos · Venezuela | 2ª                  | 2024                | 8  | 5 | 2 | 1 | - | - | - | - | - | - | - | - | 8  | 5 | 2 | 1 | 70.83% | 12 | 5  | 7  |
| Yaracuyanos · Venezuela | Total               | Total               | 11 | 5 | 2 | 4 | 0 | 0 | 0 | 0 | 0 | 0 | 0 | 0 | 11 | 5 | 2 | 4 | 51.51% | 13 | 10 | -3 |
| Total en su carrera     | Total en su carrera | Total en su carrera | 11 | 5 | 2 | 4 | 0 | 0 | 0 | 0 | 0 | 0 | 0 | 0 | 11 | 5 | 2 | 4 | 51.51% | 13 | 10 | -3 |
| 1. 2.                   |                     |                     |    |   |   |   |   |   |   |   |   |   |   |   |    |   |   |   |        |    |    |    |

## Palmarés

### Campeonatos nacionales
| Título           | Club     | País     | Año  |
| ---------------- | -------- | -------- | ---- |
| Primera División | Libertad | Paraguay | 2006 |